# إدوارد إي. دينيسون
إدوارد إي. دينيسون هو محامي وسياسي أمريكي، ولد في 28 أغسطس 1873 في ماريون في الولايات المتحدة، وتوفي في 17 يونيو 1953 في كاربوندال في الولايات المتحدة. نشط حزبياً في الحزب الجمهوري. وقد انتخب عضو مجلس النواب الأمريكي ‏.